# 莊翰生
艾倫·亞瑟·強生（Alan Arthur Johnson，1950年5月17日—），英國工黨政治家，自1997年至今為下議院議員。莊翰生早年曾在工會辦事，在2004年的時候獲時任英國首相貝理雅委任為就業及退休保障大臣，成為自法蘭克·克森斯（Frank Cousins）在1964年以來，第一位獲委任在內閣供職的工會領袖。约翰逊自2007年6月28日起任衛生大臣。2009年6月5日轉任內政大臣，2010年5月因工黨在大選落敗而卸任。

## 早年生活
莊翰生是一個生於倫敦的孤兒，後來被兒童福利官安排的兩個「姐姐」抚养。他在倫敦的就讀斯隆文法學校，不過於15歲時，沒有任何資格便離開學校。接着他到特速購作收拾貨架員，18歲則轉為郵差。莊參加通訊業工人聯會，成為意識型態上和大不列顛共產黨變得一致。莊翰生於1993年經過一系列的聯盟合併，他成為1987年新成立的通訊業工人聯會的秘書長。
進入國會之前，莊翰生只是一個工黨全國執行委員會的會員。這段時間內，他只是大眾聯盟中反對第四項條款（一條令選民以為工黨主張共產主義的條款）的一位領袖。1997年英國大選三週前，莊取代突然離任的（聖布多的藍道公爵），成為西赫爾河畔金斯頓和海叟 (英國國會選區)區代表。隨後，蘭多爾被英國上議院擢升為世俗議員。